# Gongylidiellum nepalense
Gongylidiellum nepalense är en spindelart som beskrevs av Jörg Wunderlich 1983. Gongylidiellum nepalense ingår i släktet Gongylidiellum och familjen täckvävarspindlar.
Artens utbredningsområde är Nepal. Inga underarter finns listade i Catalogue of Life.